# Medebai
Il Medebai Tabor è un altopiano roccioso a nord-ovest della città di Axum nel Tigrai, nell'Etiopia settentrionale, non lontano dai confini con l'Eritrea.
Nel corso della guerra italo-etiopica del 1935 - 1936 è stato teatro di scontri durante le operazioni di aggiramento che precedettero la battaglia del Tacazé.